# Till F. E. Haupt
Till F. E. Haupt (* 1970 in Braunschweig) ist ein deutscher zeitgenössischer bildender Künstler, Illustrator und kulturpolitischer Aktivist aus Hamburg.

## Leben und Wirken
Haupt erwarb 2000 an der HAW Hamburg den akademischen Grad eines Diplom-Illustrators. Er arbeitete dort mit Michael Lingner sowie schon studienbegleitend und von 2000 an hauptberuflich als freier Künstler. Haupt konzipiert und produziert seitdem überwiegend individualisierte, sogenannte – zum Teil an den Real Life-Konzepten Marcel Duchamps orientierte – Real Life-Kunst. Diese kategorisiert er – oft selbstreferenziell – mit den Begriffen persons marketing und sub- oder @soziale performance.
Er war in Deutschland und im europäischen Ausland mit Einzel- und in Gruppenausstellungen vertreten. Er gehört zu den ca. 200 Künstlern der Sammlung Reinking. Haupt ist im Vorstand der Gängeviertel-Genossenschaft und des Hamburger Berufsverbands bildender Künstler. Er ist im Hamburger Recht-auf-Stadt-Netzwerk aktiv und Mitgründer der soziokulturellen Initiative Sillemsalabim!
2007 war er Bahnwärter-Stipendiat in Esslingen. 2014 arbeitete er als Projektmanager für das europäische Netzwerk City Link.

## Werke (Auswahl)
- Till F. E. Haupts Future Stock (seit 1993, fortlaufend)[32]
- Days In A Life (seit 1995, fortlaufend)[33]
- @[=sub]soziale performance (seit 1996, fortlaufend)[34]
- Musterverträge für zwischenmenschliche Beziehungen (2002)[35]
- Liebeskummersicherung (seit 2003, fortlaufend)[36]
- Real-Life-L.A.B. (2006)[37]
- Agentur zur Abwendung der Kausalität des Schicksals (2007)[38]

## Rezeption (als Künstler)
„…Mit seinen systematischen Selbstporträts ist Till F. E. Haupt ein sehr Ich-bezogener Künstler… …Aus dem Subjektivitätsüberschuss seiner Lebens-Kunst heraus sieht sich Till F. E. Haupt aber im Rahmen sozialer Performances auch als Berater und führt direkte Problemlösungen vor. So bietet er nicht nur reale Aktien auf seinen Erfolg als Künstler an (mit kleinen Multiples als jährliche Dividende), bei ihm ist auch eine Versicherung gegen Liebeskummer abzuschließen und Musterverträge für zwischenmenschliche Beziehungen sind zu beziehen…“

„…Wenn Till Haupt sich selbst dokumentiert, trifft nicht nur der Wittgensteinsche Satz Ich bin meine Welt zu, sondern die besondere Form, in der Fixpunkte und Wege eine gleichermaßen hohe Bedeutung erhalten, legt den Weg des Nomadischen nahe…“

## Ausstellungen

### Einzelausstellungen (Auswahl)
- 2003: Hauptversammlung, in [k] hoch 3,[39] Kampnagel, Hamburg[40]
- 2007: Agentur zur Abwendung der Kausalität des Schicksals, Villa Merkel/Bahnwärterhaus, Esslingen[41]
- 2014: Renvoi Miroirique,[42] Westwerk[43] Hamburg[44][45]
- 2019: Till F. E. Haupt's Future Stock, Stiftung Historische Museen Hamburg/Museum der Arbeit, Hamburg[46]

### Gruppenausstellungen (Auswahl)
- 2002: Anstiftung zu einer neuen Wahrnehmung, Weserburg Museum für moderne Kunst, Bremen[47]
- 2005: Passion des Sammelns, Baumwollspinnerei, Leipzig[48][49]
- 2006: sculpture@CityNord, City Nord, Hamburg[50]
- 2007: Aktive Konstellationen/active constellations, Haus der Kunst, Brünn (Tschechische Republik)[51][52]
- 2008: Call it what you like!, KunstCentret Silkeborg (Dänemark)[53][54]

## Trivia
Vor allem die Arbeit Days In A Life ist nicht nur – wie etwa seit 1993 auch Till F. E. Haupt’s Future Stock – eine fortlaufende und lebenslange Aufgabe für Haupt seit Beginn. Bei Days In A Life hat er sich zudem (seit 1995) selbstverpflichtet, rund um die Uhr eine selbst angefertigte Lochkamera als Halsschmuck zu tragen.
2015 beschrieb Bild Haupt und weitere Aktivisten des Gängeviertels in einem Beitrag über Verhandlungen der Besetzer mit der Stadt Hamburg als "Chaoten-Führer".